# Оттон Фрайзінзький

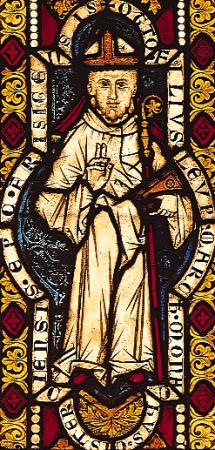
Оттон Фрайзінзький

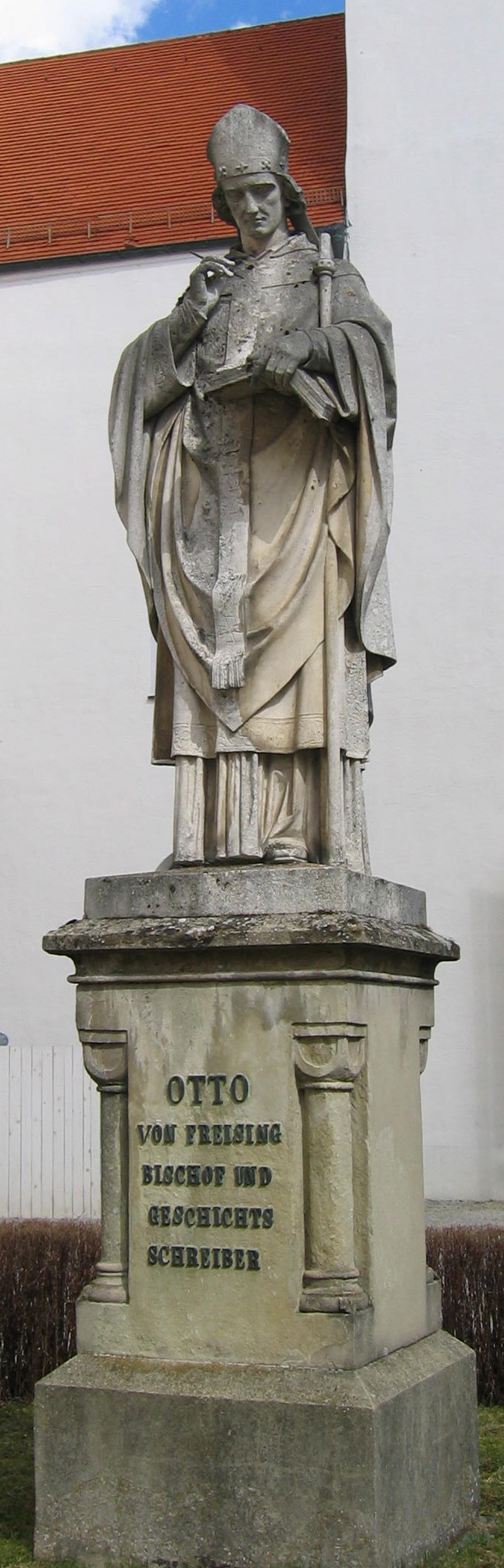
Оттон Фрайзінзький

Оттон Фрайзінзький (1112/1114 — 22 вересня 1158 р.) — німецький письменник, історик, єпископ Фрайзінга. Він був дядьком Фрідріха I Барбаросси та походив зі шляхетного роду Бабенбергів. Блаженний.

## Біографія
Оттон Фрайзінзький був сином Леопольда III, маркграфа австрійського та Агнеси фон Вайблінген, дочки імператора Генріха IV. Навчався у Парижі, його вчителями були Гуго Сен-Вікторський, Гільберт Порретанський та Т'єррі Шатрський. Після закінчення навчання, у 1132 році, вступив до цистеріанського монастиря у Моримонті в Бургундії. У 1136 році він став настоятелем монастиря, а через два роки був обраний єпископом Фрайзінзьким. У 1145 році їздив з візитом до папи римського Євгенія III, де зустрівся з Г'ю, єпископом Джебли. Від Г'ю Оттон дізнався про Пресвітера Йоана і записав ці відомості до своєї хроніки. Це стало першим письмовим свідченням про легендарного правителя. Оттон брав участь у Другому хрестовому поході. Попри те, що похід був невдалим, Оттону вдалося дістатися Єрусалима. Він повернувся до Фрайзінга у 1148, або 1149 році. Пізніше виконував дипломатичні доручення свого племінника, імператора Фрідріха I Барбаросси. Оттон Фрайзінзький помер 22 вересня 1158 року у Марімоні, де він зупинився під час подорожі до капітулу ордена.
У 1857 році йому було встановлено пам'ятник у Фрайзінгу, який до сучасних часів вшановує пам`ять про нього.

## Творчість
Своєю загальною історією  — хронікою «Про двох держав», доведеної до 1146 року і продовженої Оттоном з монастиря святого Власія до 1209 року, а також «Діяннями імператора Фрідріха I» — історією імператора Фрідріха I до 1156 року, продовженої Рахевіном до 1160 року, Оттон заслужив почесне місце серед німецьких істориків Середніх віків.
Хроніка пройнята песимізмом і закінчується уявною картиною кінця світу. Причина песимізму Оттона Фрайзінзького полягала в соціально-політичній кризі у Німеччині, яку роздирала боротьба феодальних партій. Разом з тим хроніка, особливо в останній частині, містить цінний фактичний матеріал щодо внутрішньої та зовнішньої історії Німеччини, дає широке полотно політичного життя того часу.
У творі «Діяння імператора Фрідріха I» Оттон Фрайзінзький виклав історію Німеччини з правління Генріха IV до 1156 року заново, дотримуючись офіційно-придворної точки зору. «Діяння…» — цінне джерело з історії Німеччини та Італії XII століття, а також з міжнародних відносин того часу.
З боку художньої форми та філософської обробки матеріалу він стоїть високо над іншими середньовічними хроністами, але щодо точності показань залишає бажати кращого. Перше критичне видання обох його творів зробив Вільманс, у «Monumenta Germaniae» (окремий відбиток під заголовком «Ottonis episcopi Frisingensis opera», Ганновер, 1867 р.). «Gesta Friderici imperatoris», з продовженням Рахевіна, видані Вайцом (Ганновер, 1884 р.). Г. Коль перевів на німецьку мову «Хроніку» (Лейпциг, 1881 р.) та «Діяння Фрідріха» (Лейпциг, 1883 р.).

## Образ у літературі
- Оттон Фрайзінзький згадується у романі Умберто Еко «Бавдоліно».